# Junka (rzeka)
Junka (ros. Юнка) – rzeka w Mordowii w Rosji, lewy dopływ Szustruja (dorzecze Mokszy). Jej długość wynosi 27 km, a powierzchnia zlewni – 163 km².
Junka płynie w zdecydowanej części w Rejonie torbiejewskim i tam ma swoje źródła w pobliżu wsi Rieszetino. Wpada do rzeki Szustruj w pobliżu wsi Wielki Szustruj w Rejonie atiurjewskim. 11 km przed ujściem rzeka zasilana jest przez lewy dopływ Rachmankę.